# Haliptilon virgatum
Haliptilon virgatum (Zanardini) Garbary & H.W. Johansen, 1982 é o nome botânico de uma espécie de algas vermelhas pluricelulares do gênero Haliptilon.
- São algas marinhas encontradas na Europa, África, Israel, Síria, Turquia e algumas ilhas do Atlântico.

## Sinonímia
- Corallina granifera J. Ellis & Solander, 1786
- Corallina lobata J. V. Lamouroux, 1816
- Corallina virgata Zanardini, 1841
- Jania virgata Montagne, 1849